# 서울교통공사 7000호대 전동차
서울교통공사 7000호대 전동차는 서울 지하철 7호선 개통과 함께 도입된 서울교통공사의 통근형 전동차이며, 2023년 현재 총 8량 56개 편성(448량)이 운행하고 있다. 764~772편성은 인천 연장분으로서 인천교통공사 7호선 운영사업단 소유의 전동차이다.

## 기술적 사양
1~2차분 전동차는 당시 도입된 서울교통공사 5000호대 전동차와 유사하며 서울교통공사 8000호대 전동차 1~2차분과는 아예 똑같은 전동차이다.

### TGIS모니터 탑재
열차정보제어엔 TCMS를 사용하고 있으며, ATO를 사용한 1인 승무 구조로 되어 있다. 8호선 차량은 전 차량에 마이크로웨이브 방식의 승강장 감시용 모니터를 추가로 장비하고 있다.

### 객실
2003년 2월 18일경 대구 지하철 화재 참사 이후, 2005년에 철도안전법 제정으로 강화된 철도차량의 내연기준에 따라 2004~2005년까지 전 차량의 내장재 리뉴얼이 완료되었다. 좌석은 무광택 스테인리스 재질로 교체되었으며, 단열재는 기존의 폼 소재에서 유리솜으로 객차간 통로의 차단막은 폴리염화비닐 수지에서 불연 고무 재질로 교체되었다. 객실 내장판은 기존의 FRP 수지에서 세라믹 도료를 덧씌운 금속 재질로 변경되었다. 그 외에도 화재 경보기와 객실 비상용 인터컴 등이 보강되었으며, 1차 도입분의 객실 유리창은 차량 노약자석을 제외하고 도입 당시의 상부 개폐식에서 통유리로 교체되었다.
이후 2010년에 전 차량에 대하여 안장 부분에 난연재 소재의 모켓 시트가 추가 설치되었으며, SMRT-MALL 사업의 일환으로 객실 내 LED 전광판이 LCD 모니터로 교체되었다. 또한 방송장치가 통합 설정기로 교체되어 방송 음질이 다소 향상되었으며, 측면 LED 행선 표시기는 스크린도어의 설치로 보기 어렵게 된 사유로 한동안 작동시키지 않은 채 운행하다가 뒤이어 측면 행선 표시기를 제거한 후 그 자리에 2대 사업자의 와이파이 AP(SK텔레콤, KT, LG유플러스 등)를 설치, 운용하고 있다. 이 사업이 추진되면서 5~7회에 달하여 송출된 발차 경고음 '딩동' 소리의 타이밍 등이 대폭 수정되었다.

## 편성 구조
|       |                 | ◇◇              |                 |                 |                 | ◇◇              |       |  |
| 70XX  | 77XX            | 76XX            | 75XX            | 74XX            | 73XX            | 72XX            | 71XX  |  |
| Tc    | M2              | M1'             | T               | T               | M2              | M1'             | Tc    |  |
| ←석남 | ※XX는 편성 번호 | ※XX는 편성 번호 | ※XX는 편성 번호 | ※XX는 편성 번호 | ※XX는 편성 번호 | ※XX는 편성 번호 | 장암→ |  |

| 차량번호 | 설치된 전장품                        |
| -------- | ------------------------------------ |
| 70XX     | Tc(SIV, 축전지)                      |
| 77XX     | M2(공기압축기,주변환장치)            |
| 76XX     | M1(팬터그래프, 주변압기, 주변환장치) |
| 75XX     | T(무동력객차)                        |
| 74XX     | T(무동력객차)                        |
| 73XX     | M2(공기압축기,주변환장치)            |
| 72XX     | M1(팬터그래프, 주변압기, 주변환장치) |
| 71XX     | Tc(SIV, 축전지)                      |

## 도입 역사
2023년 12월 1일(금) 기준으로 인천교통공사 SR000호대 전동차를 비롯해서, 72편성 / 576량이 재적되어 있다.

### 1차 도입분 (1995년12월 1일~1996년6월 1일)
- 도봉차량사업소 소속: 701~717편성 (총 17개 편성, 136량)
- 제작사: 대우중공업(현.현대로템)
- 제어방식: VVVF-GTO(알스톰)

1996년 9월 20일 서울 지하철 7호선 개통과 함께 17개 편성이 도입됐다. 도입 당시 전두부 도색이 서울교통공사 5000호대 전동차와 동일한 형태의 일자형 도색이 사용됐으나, 2000년 8월 1일 서울 지하철 7호선 전 구간 개통과 함께 2차 도입분과 동일한 곡선형 형태로 변경되었다. 추진제어 장치는 GEC-Alstom사의 VVVF-GTO 방식이 장착되었다. 현재는 705, 709편성만 있으며 이마저도 노후화로 인해 예비차로 격하되어 평일,휴일 출퇴근시간대에만 운행 중이다. 또한 구 712편성객차 일부는 2020년 5월경 차체 하부 균열로 사용 불가능이된 815편성의 8215, 8715호와 조성을 변경하여 운행중이다.

### 2차 도입분 (1999년1월 3일~12월 17일)
- 도봉차량사업소 소속: 718~734편성
- 천왕차량사업소 소속: 735~763편성 (총 46개 편성, 368량)
- 제작사: 한진중공업(현.현대로템)
- 제어방식: VVVF-IGBT(도시바)

2000년 2월 29일 서울 지하철 7호선 전 구간 개통과 함께 1999년 1월부터 12월까지 46개 편성이 도입되었다. 1999년 11월부터 운행을 개시했다. 외형엔 비드를 제거한 2시트 스테인레스 차체를 적용했으며 객실 창문엔 차량 노약자석을 제외하면 일체형 복층 통유리를 적용했다. 추진제어 장치는 도시바 VVVF-IGBT 2레벨 3상 전압형 PWM 인버터(SVF35-A0)와 210 KW급 전동기(3H3V2195형)를 채용했다. 서울특별시 도시철도공사(현.서울교통공사) 최초로 CI도색을 적용했고, 도입 당시부터 휠체어·유모차 공간이 마련됐다. 실내의 경우는 1차 도입분과 큰 차이가 없다. 763편성은 8호선이적분 8량 821~822편성이고 752편성은 822편성이 3량 운행하고 있다. 748편성은 도봉차량기지에서 탈선사고를 겪었으며 휴차된적이 있다.

### 3차 도입분 (2010년11월 1일~2011년2월 1일)
- 천왕차량사업소 소속: 764~770편성 (총 7개 편성, 56량)
- 제작사: 로윈(현.다원시스)
- 제어방식: VVVF-IGBT(다원시스)

### 4차 도입분 (2020년1월 13일~4월 1일)
- 천왕차량사업소 소속: 771~772편성 (총 2개 편성, 16량)
- 제작사: 다원시스
- 제어방식: VVVF-IGBT(다원시스)

2021년 3월 25일 서울 지하철 7호선 석남 연장선 개통과 함께 도입됐다. 2개 편성이 다원시스에서 제작되어 도입됐다. 추진제어장치는 일본 KEC의 IGBT 소자를 기반으로, 다원시스에서 자체 개발한 인버터를 채용했다. 인천교통공사 7호선 운영사업단 소유 전동차이기 때문에 2027년 12월 개통 예정인 청라 연장선 개통에 대비해 별도의 차량기지를 건설할 필요 없이 그대로, 천왕차량기지 규모 확충만으로도 상호 간 부품 공통화 등의 효율성이 한층 제고됐다.

### 5차 도입분 (2021년8월 11일~2022년9월 30일)
- 도봉차량사업소 소속: 701~717편성 (총 17개 편성, 136량)
- 제작사: 우진산전
- 제어방식: VVVF-IGBT(도시바 PMSM)

1995년 12월부터 1996년 6월까지 도입된 1차분 전동차 교체와 함께 도입된 전동차다. 추진제어장치는 서울교통공사 4000호대 VVVF 전동차 중 5차분(401~426편성)차량, 서울교통공사 5000호대 전동차 중 4차분(501~525편성)차량, 서울교통공사 8000호대 전동차 중 3차분(821~829편성)차량, 부산교통공사 1000호대 전동차 2세대 중 4차분(112~124, 126~129, 132, 135~138, 140~141, 143~144편성)차량 일본 도시바가 개발한 PMSM(영구자석 동기전동기) IGBT가 탑재되었으므로, 게이힌 급행 전철 1000형 전동차를 비롯한, 큐슈여객철도 305계 전동차과 동일한 구동음이다.

### 6차 도입분 (2026년~2027년예정)
- 도봉차량사업소 소속: 773~777편성 (총 5개 편성, 40량)
- 제작사: 다원시스
- 제어방식: VVVF-IGBT(도시바 PMSM)

수도권 전철 7호선 연장으로 2026년~2027년에 총 5개 편성이 반입된다 추진제어장치는 서울교통공사 4000호대 VVVF 전동차 중 5차분(401~426편성)차량, 서울교통공사 5000호대 전동차 중 4차분(501~525편성)차량, 서울교통공사 8000호대 전동차 중 3차분(821~829편성)차량, 부산교통공사 1000호대 전동차 2세대 중 4차분(112~124, 126~129, 132, 135~138, 140~141, 143~144편성)차량 일본 도시바가 개발한 PMSM(영구자석 동기전동기) IGBT가 탑재되었으므로, 게이힌 급행 전철 1000형 전동차를 비롯한, 큐슈여객철도 305계 전동차과 동일한 구동음이다.

## 구분
- 행선 안내 게시기 (전면): 1차 도입분은 행선 안내 표시기의 넓이가 작고 2차 도입분은 행선 안내 표시기의 넓이가 크다.
- 창문 모양: 1차 도입분은 객실 창문이 2개로 나뉘었으나 2차 도입분은 일체형 통유리로 되어 있다.
- 측면 모양: 1차 도입분은 측면의 운전실 창문의 줄 색깔이 은회색과 2차 도입분은 검은색이다.
- 옆면 모양: 1차 도입분은 노선 표현 도색의 가운데에 흰색 띠가 없으나 2차 도입분은 가운데에 흰색 띠가 있다. 다만 726편성은 1차분처럼 흰색 띠 없이 운행하고 있다.
- 불연 내장재 교체: 1차 도입분은 도봉차량기지로 흥일기업에서 직원을 파견하여 시행했으며, 2차 도입분은 현대로템 의왕공장으로 차량을 운송하여 작업을 시행했다.

## 배속
- 7호선
  - 701~734편성: 도봉차량기지, 8량
  - 735~772편성: 천왕차량기지, 8량 (단, 771~772편성은 인천교통공사 소속)

### 현재 운행구간
- ● 서울 지하철 7호선: 장암~석남(거북시장)

## 현황
현재 운행 중인 차량은 굵은 글씨로 표시했다.
7호선 1차분 차량 중 705, 709편성이 우선적으로 운행을 모두 중단하고 폐차될 예정이다.

### 1~2차분
| 차호        | 도입 시기 | 운행 중단 시기 | 비고                                                         |
| ----------- | --------- | -------------- | ------------------------------------------------------------ |
| 구 701 편성 | 1995년    | 2022년         |                                                              |
| 구 702 편성 | 1995년    | 2023년         |                                                              |
| 구 703 편성 | 1996년    | 2023년         |                                                              |
| 구 704 편성 | 1996년    | 2024년         |                                                              |
| 구 705 편성 | 1996년    | 운행 중        |                                                              |
| 구 706 편성 | 1996년    | 2023년         |                                                              |
| 구 707 편성 | 1996년    | 2023년         |                                                              |
| 구 708 편성 | 1996년    | 2023년         |                                                              |
| 구 709 편성 | 1996년    | 운행 중        |                                                              |
| 구 710 편성 | 1996년    | 2023년         |                                                              |
| 구 711 편성 | 1996년    | 2023년         |                                                              |
| 구 712 편성 | 1996년    | 2023년         | 7212호와 7712호와는 815편성에서 운행중이다.                  |
| 구 713 편성 | 1996년    | 2022년         |                                                              |
| 구 714 편성 | 1996년    | 2023년         |                                                              |
| 구 715 편성 | 1996년    | 2022년         |                                                              |
| 구 716 편성 | 1996년    | 2023년         |                                                              |
| 구 717 편성 | 1996년    | 2023년         |                                                              |
| 718 편성    | 1999년    | 운행 중        |                                                              |
| 719 편성    | 1999년    | 운행 중        |                                                              |
| 720 편성    | 1999년    | 운행 중        |                                                              |
| 721 편성    | 1999년    | 운행 중        |                                                              |
| 722 편성    | 1999년    | 운행 중        |                                                              |
| 723 편성    | 1999년    | 운행 중        |                                                              |
| 724 편성    | 1999년    | 운행 중        | 자전거 전용칸이 설치되었다.                                  |
| 725 편성    | 1999년    | 운행 중        | 7125호에 선로검측장치가 있다.                                |
| 726 편성    | 1999년    | 운행 중        |                                                              |
| 727 편성    | 1999년    | 운행 중        | 자전거 전용칸이 설치되었다.                                  |
| 728 편성    | 1999년    | 운행 중        |                                                              |
| 729 편성    | 1999년    | 운행 중        | 7429호는 혼잡도 개선을 위한 시범 사업으로 의자가 제거되었다. |
| 730 편성    | 1999년    | 운행 중        |                                                              |
| 731 편성    | 1999년    | 운행 중        |                                                              |
| 732 편성    | 1999년    | 운행 중        | 자전거 전용칸이 설치되었다.                                  |
| 733 편성    | 1999년    | 운행 중        | 자전거 전용칸이 설치되었다.                                  |
| 734 편성    | 1999년    | 운행 중        |                                                              |
| 735 편성    | 1999년    | 운행 중        | 자전거 전용칸이 설치되었다.                                  |
| 736 편성    | 1999년    | 운행 중        |                                                              |
| 737 편성    | 1999년    | 운행 중        |                                                              |
| 738 편성    | 1999년    | 운행 중        |                                                              |
| 739 편성    | 1999년    | 운행 중        |                                                              |
| 740 편성    | 1999년    | 운행 중        |                                                              |
| 741 편성    | 1999년    | 운행 중        |                                                              |
| 742 편성    | 1999년    | 운행 중        |                                                              |
| 743 편성    | 1999년    | 운행 중        |                                                              |
| 744 편성    | 1999년    | 운행 중        |                                                              |
| 745 편성    | 1999년    | 운행 중        |                                                              |
| 746 편성    | 1999년    | 운행 중        |                                                              |
| 747 편성    | 1999년    | 운행 중        | 에어커튼이 시범 운행 중에 있다.                              |
| 748 편성    | 1999년    | 운행 중        |                                                              |
| 749 편성    | 1999년    | 운행 중        |                                                              |
| 750 편성    | 1999년    | 운행 중        |                                                              |
| 751 편성    | 1999년    | 운행 중        |                                                              |
| 752 편성    | 1999년    | 운행 중        | 8호선 8122, 8222, 8722호를 조합하여 도입되었다.              |
| 753 편성    | 2000년    | 운행 중        |                                                              |
| 754 편성    | 2000년    | 운행 중        |                                                              |
| 755 편성    | 2000년    | 운행 중        |                                                              |
| 756 편성    | 2000년    | 운행 중        |                                                              |
| 757 편성    | 2000년    | 운행 중        |                                                              |
| 758 편성    | 2000년    | 운행 중        |                                                              |
| 759 편성    | 2000년    | 운행 중        |                                                              |
| 760 편성    | 2000년    | 운행 중        |                                                              |
| 761 편성    | 2000년    | 운행 중        |                                                              |
| 762 편성    | 2000년    | 운행 중        |                                                              |
| 763 편성    | 1999년    | 운행 중        | 8호선 구 821편성 6량과 구 822편성 2량을 조합하여 도입되었다. |

### 4차분
| 차호     | 도입 시기 | 운행 중단 시기 | 비고                                            |
| -------- | --------- | -------------- | ----------------------------------------------- |
| 771 편성 | 2020년    | 운행 중        | 인천교통공사 수탁 관리한 증차분으로 도입되었다. |
| 772 편성 | 2020년    | 운행 중        | 인천교통공사 수탁 관리한 증차분으로 도입되었다. |

### 5차분
| 차호     | 도입 시기 | 운행 중단 시기 | 비고                        |
| -------- | --------- | -------------- | --------------------------- |
| 701 편성 | 2021년    | 운행 중        | 자전거 전용칸이 설치되었다. |
| 702 편성 | 2021년    | 운행 중        | 자전거 전용칸이 설치되었다. |
| 703 편성 | 2021년    | 운행 중        | 자전거 전용칸이 설치되었다. |
| 704 편성 | 2021년    | 운행 중        | 자전거 전용칸이 설치되었다. |
| 705 편성 | 2021년    | 운행 중        | 자전거 전용칸이 설치되었다. |
| 706 편성 | 2021년    | 운행 중        | 자전거 전용칸이 설치되었다. |
| 707 편성 | 2021년    | 운행 중        | 자전거 전용칸이 설치되었다. |
| 708 편성 | 2022년    | 운행 중        | 자전거 전용칸이 설치되었다. |
| 709 편성 | 2022년    | 운행 중        | 자전거 전용칸이 설치되었다. |
| 710 편성 | 2022년    | 운행 중        | 자전거 전용칸이 설치되었다. |
| 711 편성 | 2022년    | 운행 중        | 자전거 전용칸이 설치되었다. |
| 712 편성 | 2022년    | 운행 중        | 자전거 전용칸이 설치되었다. |
| 713 편성 | 2022년    | 운행 중        | 자전거 전용칸이 설치되었다. |
| 714 편성 | 2022년    | 운행 중        | 자전거 전용칸이 설치되었다. |
| 715 편성 | 2022년    | 운행 중        | 자전거 전용칸이 설치되었다. |
| 716 편성 | 2022년    | 운행 중        | 자전거 전용칸이 설치되었다. |
| 717 편성 | 2022년    | 운행 중        | 자전거 전용칸이 설치되었다. |

## 특이사항

### 7호선 방화 사건에 따른 차량 이적
2005년 1월 3일에 일어난 방화 사건으로 인하여 752편성의 8량 중 3량이 전소됐다. 전소된 3량 중 Tc 차량은 천왕차량기지 열차 운행 체험·교육실로 활용되고 2량은 도봉차량기지에 보존됐다. 752편성의 나머지 5량은 822편성에서 차출된 3량과 재편성되어 운행을 재개했다. 822편성에서 남은 3량 중 부수차량 2량과 821편성 6량은 2010년 763편성으로 재편성되어 763편성으로서 7호선에 차출·투입됐으며, 822편성에 남은 8022호는 서울교통공사 SR000호대 전동차 모형 차량으로 활용됐다.

### 측면 안내 표시기 작동 중단
스크린도어 설치 이후 모든 측면 행선안내 표시기를 철거하고, 서울교통공사 로고를 부착했다. 7호선 3차 도입분부터 도입당시부터 측면 행선안내 표시기가 없는 상태로 도입됐다.
7호선 1차분 705편성 평일 2시간 운행 1차분 709편성 매주 일요일 8시간 운행 예정
6호선 알바차는 640편성~641편성이 있어요 서울교통공사 6000호대 전동차

### 자전거전용칸 개조
2009년 7호선 2차분 724, 727, 732~733, 735편성은 열차 양 끝 칸맨 앞에 자전거 거치대 설치가 이루어졌다. 7호선 3차분 764~770편성은 도입 당시부터 자전거 거치대가 설치된 채로 도입됐다.

## 사진

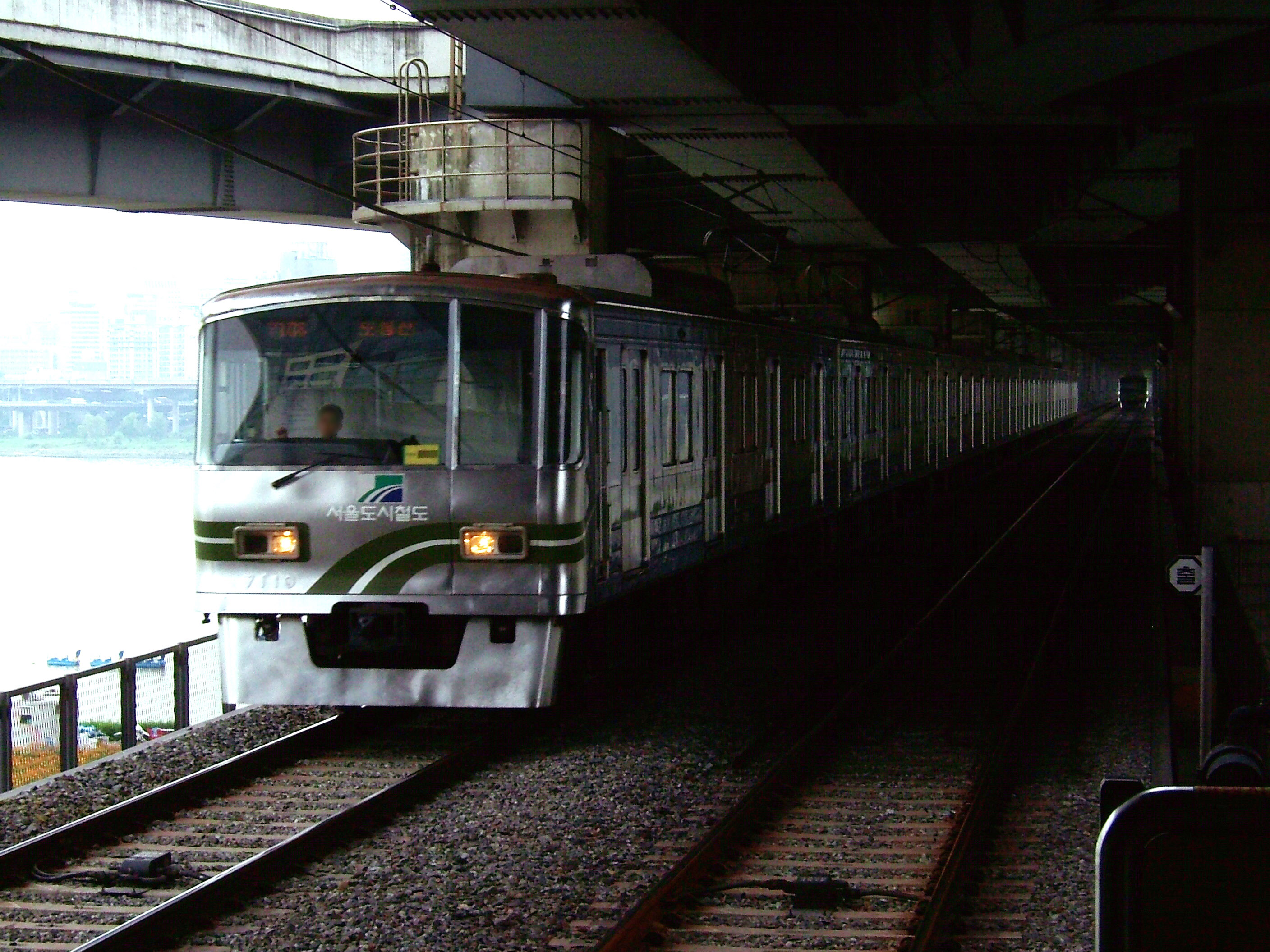
7호선 1차분 구 710편성 - (현재는 폐차)
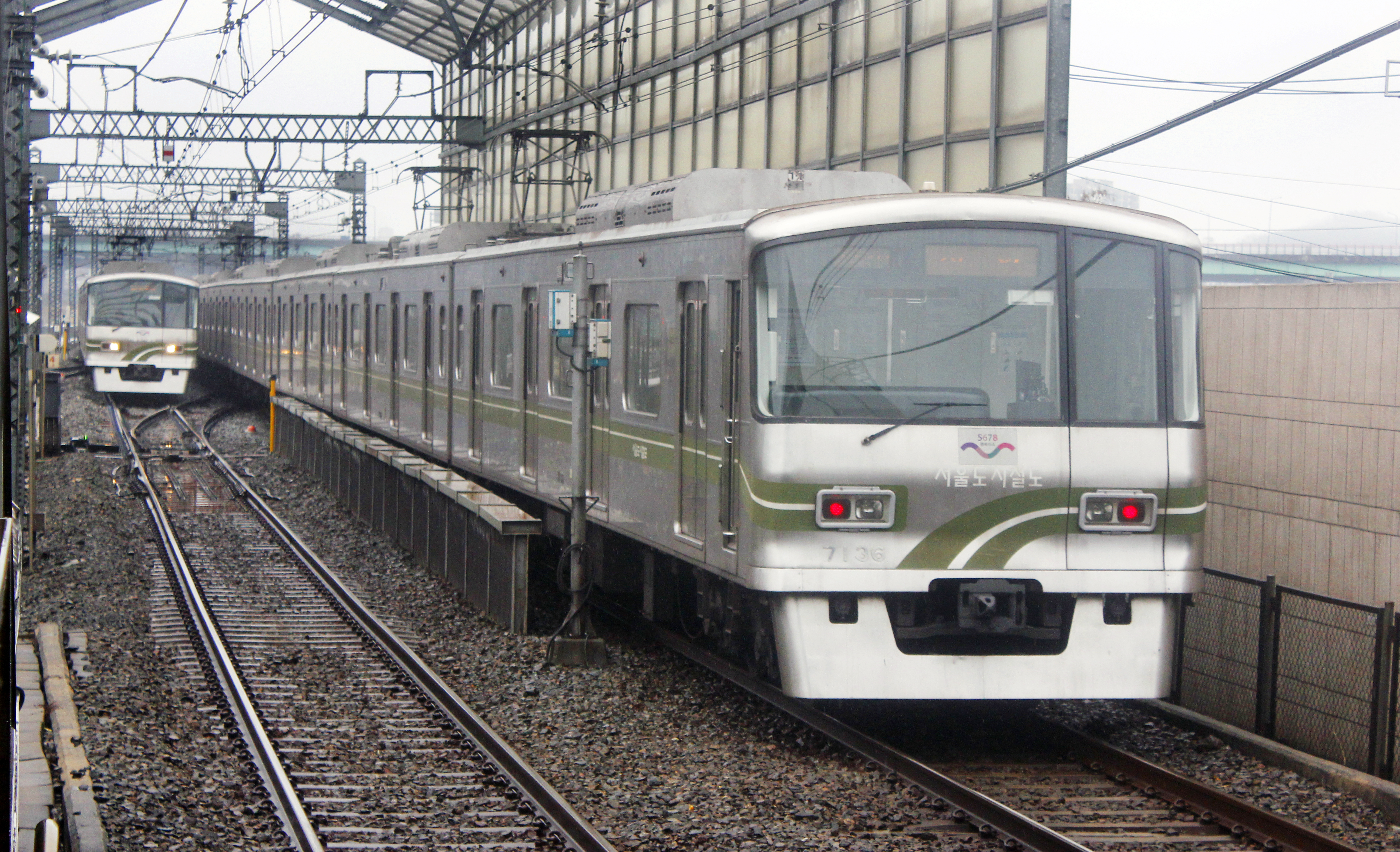
7호선 2차분 736편성 - (서울교통공사 로고 변경 전)
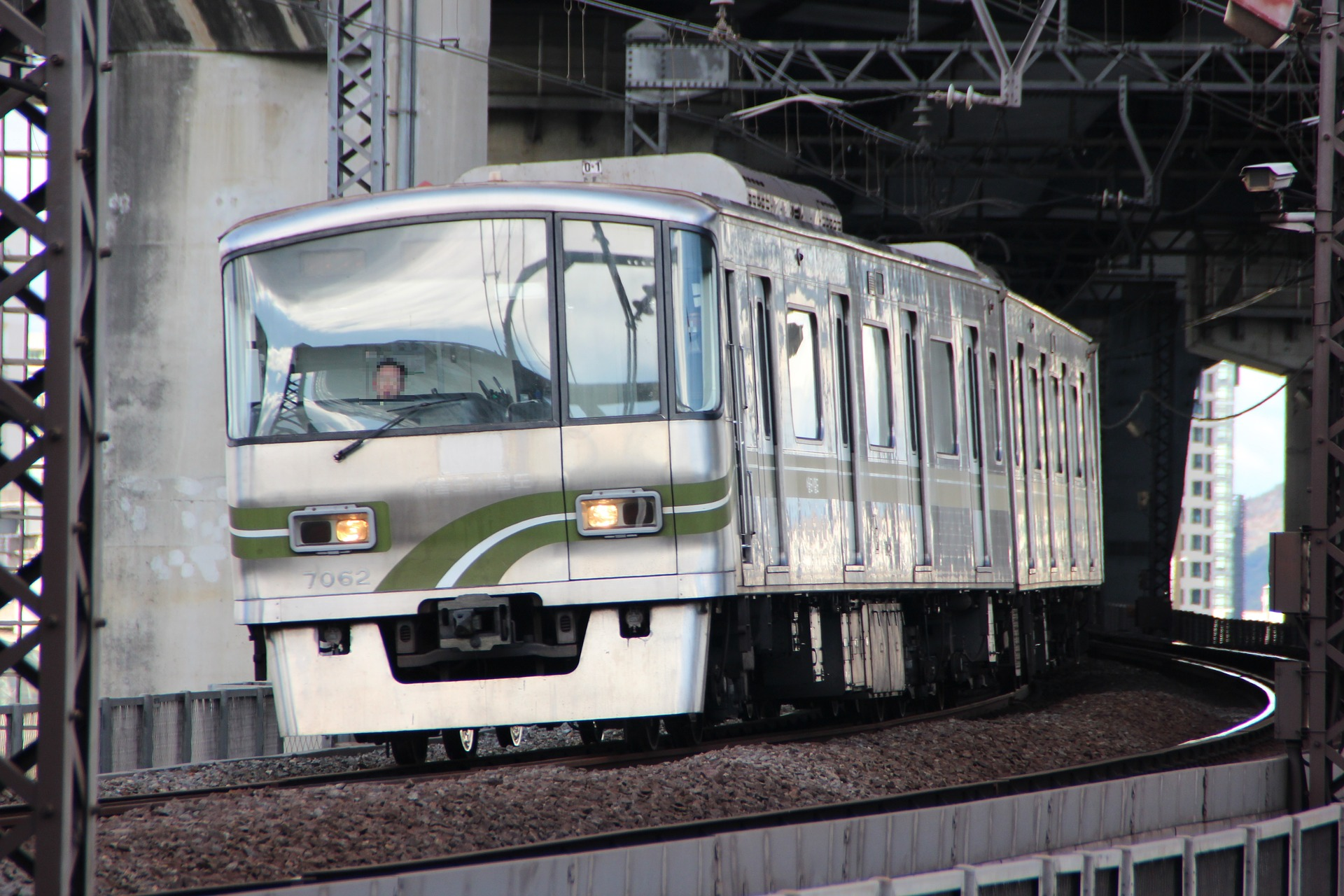
7호선 2차분 762편성 - (서울교통공사 로고 변경 전)
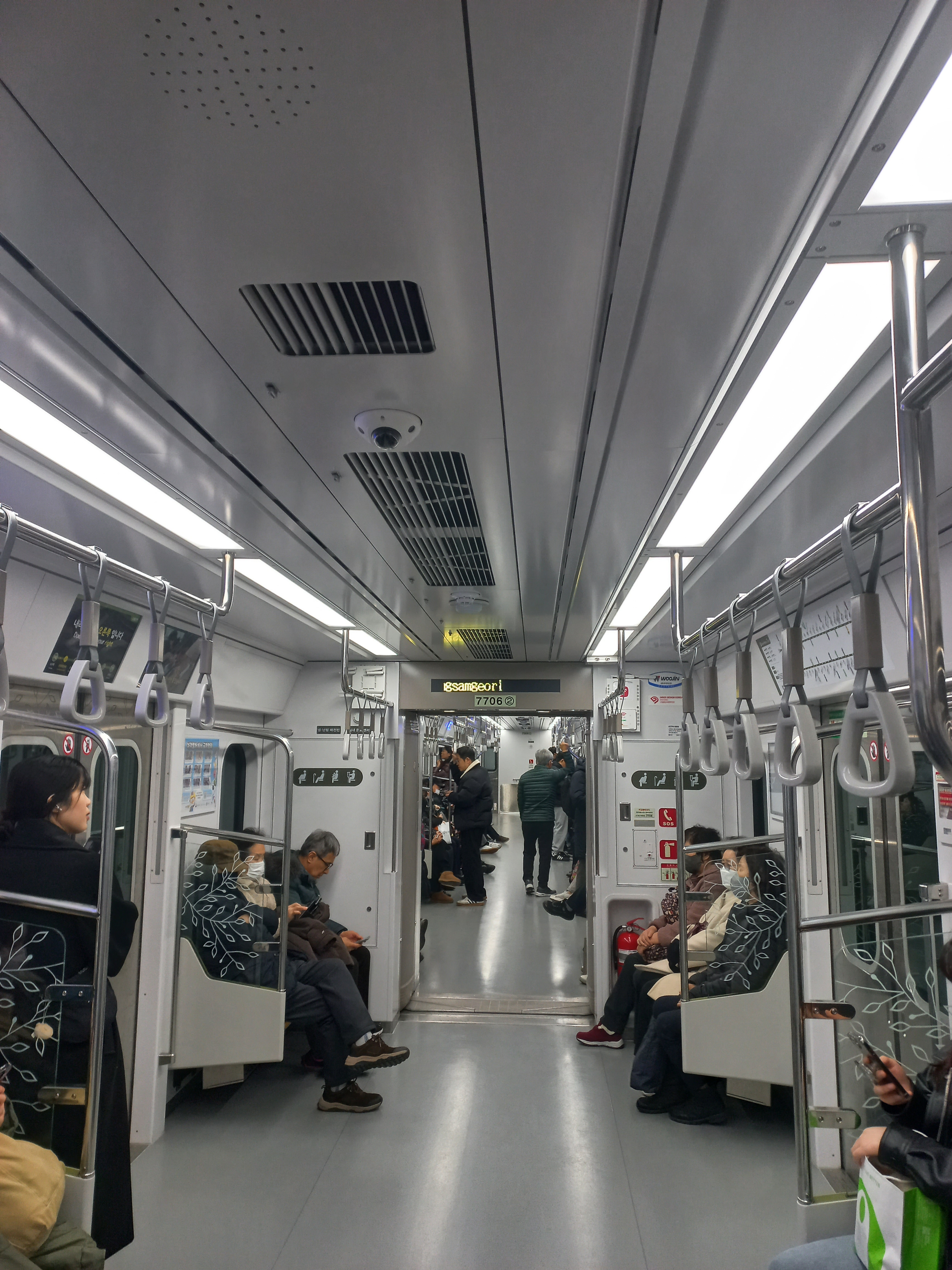
706편성 우진산전 신형 객차 안
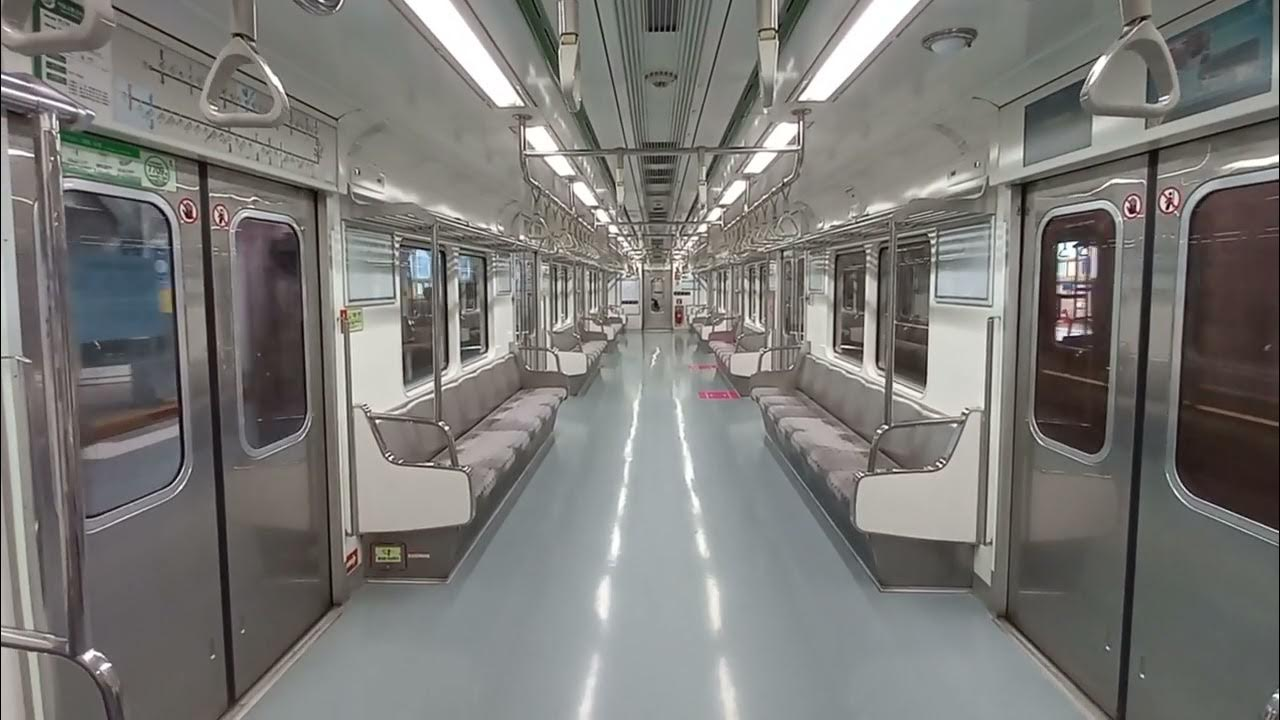
1차분 709편성 객차 안

## 같이 보기
- 서울교통공사
- 서울 지하철 7호선
- 서울교통공사 5000호대 전동차
- 서울교통공사 6000호대 전동차
- 인천교통공사 SR000호대 전동차: 같은 번호 체계를 따르지만, 차량 제원에서 큰 차이가 있다.
- 서울교통공사 8000호대 전동차